# Vlaškovec
 Vlaškovec  falu Horvátországban Zágráb megyében. Közigazgatásilag Jasztrebarszkához tartozik.

## Fekvése
Zágrábtól 26 km-re délnyugatra, községközpontjától 6 km-re északra a Plešivica-hegység déli lejtőin fekszik.

## Története
A falunak 1857-ben 164, 1910-ben 235 lakosa volt. Trianon előtt Zágráb vármegye Jaskai járásához tartozott. 2001-ben 120 lakosa volt. 

## Lakosság
| Lakosság változása | Lakosság változása | Lakosság változása | Lakosság változása | Lakosság változása | Lakosság változása | Lakosság változása | Lakosság változása | Lakosság változása | Lakosság változása | Lakosság változása | Lakosság változása | Lakosság változása | Lakosság változása | Lakosság változása |
| ------------------ | ------------------ | ------------------ | ------------------ | ------------------ | ------------------ | ------------------ | ------------------ | ------------------ | ------------------ | ------------------ | ------------------ | ------------------ | ------------------ | ------------------ |
| 1857               | 1869               | 1880               | 1890               | 1900               | 1910               | 1921               | 1931               | 1948               | 1953               | 1961               | 1971               | 1981               | 1991               | 2001               |
| 164                | 163                | 163                | 191                | 192                | 235                | 214                | 248                | 291                | 303                | 270                | 218                | 163                | 135                | 120                |

## Külső hivatkozások
Jasztrebaszka város hivatalos oldala